# Juana la del Revuelo
Juana Silva Esteban, conocida artísticamente como Juana la [o La] del Revuelo (Sevilla, 1952-ibídem, 7 de junio de 2016), fue una cantaora gitana de flamenco española.

## Biografía
Nacida en el barrio sevillano de Triana, fue allí donde dio sus primeros pasos en el flamenco y trabajó en distintos locales de nombre, como 'La Trocha'. Casada con el también cantaor flamenco gitano, Martín Jiménez Revuelo (1945-2012), de su apellido toma el nombre artístico Juana. Juntos formaron una pareja de artistas en la que Martín cantaba y ella cantaba y bailaba, hasta que una enfermedad impidió a su marido seguir cantando y el grupo se mantuvo con la voz de ella y el son y acompañamiento de él. En 1983, durante el Festival de cante de Mairena de Aljarafe, Juana ganó el primer premio y se dio a conocer en el mundo flamenco más allá de Sevilla. Continuó trabajando, sobre todo en Andalucía —volvió a sobresalir en la IX Bienal de Flamenco de Sevilla (1996)—, aunque también dio distintos conciertos en Madrid y actuó habitualmente en el tablao de 'Los Canasteros'. Valorada como una especialista en las bulerías y los tangos, sin menospreciar otros palos flamencos, se la consideró «la última cantaora con delantal». Siempre estuvo acompañada en sus actuaciones de su marido y, después, también de su hijo, el guitarrista Martín Chico. A la muerte del primero, en 2012, abandonó el cante.
Juana la del Revuelo cuenta con cinco discos propios: 'Sevilla es de Chocolate' (1988), 'Sonakay' (1989), 'Cachito de pan' (1990), 'A compás' (1993) y 'De dulce' (1997), pero también sobresalió en sus colaboraciones con las grabaciones de otros artistas como Raimundo Amador, Mariana Cornejo y Rafael Riqueni.